# Fahr zur Aar
Fahr zur Aar ist eine seit 2001 jährlich Ende Mai stattfindende autofreie Großveranstaltung im Aartal zwischen Taunusstein-Bleidenstadt und Diez an der Lahn im zum westlichen Hintertaunus gehörenden westlichen Untertaunus.
Dafür wird die Bundesstraße 54 (Aarstraße) auf einer Länge von 39 km für den motorisierten Verkehr gesperrt. Zielgruppen sind Fahrradfahrer, Inlineskater und weniger stark auch Wanderer. Letztere begehen verstärkt den parallel verlaufenden Aar-Höhenweg und nutzen das breite gastronomische Angebot, das von Privatleuten, Vereinen und kommerziellen Anbietern geboten wird. In einigen Jahren verkehrten auf der parallel verlaufenden Aartalbahn Draisinen des Arbeitskreises Aartalbahn und Museumszüge der Nassauischen Touristik-Bahn.
Die Ausrichtung und Planung von Fahr zur Aar teilen sich die Anliegergemeinden bzw. -städte Taunusstein, Bad Schwalbach, Hohenstein, Aarbergen (Rheingau-Taunus-Kreis, Hessen) und die Verbandsgemeinden Hahnstätten und Diez (Rhein-Lahn-Kreis, Rheinland-Pfalz).
Im Jahr 2009 nahmen rund 70.000 Menschen an der Aktion teil.